# Mark Gatiss
Mark Gatiss (Sedgefield, 17 de octubre de 1966) es un actor, guionista y novelista británico más conocido por ser miembro del grupo de comediantes llamado The League of Gentlemen junto a Reece Shearsmith, Steve Pemberton y al coescritor Jeremy Dyson. También ha sido cocreador, guionista y actor de la serie Sherlock (2010–2017), en la que interpretó a Mycroft Holmes, así como guionista recurrente de Doctor Who durante las etapas de Steven Moffat y Russell T Davies. Gattis ha interpretado al príncipe regente Jorge IV en Taboo (2017), de BBC One y FX, y a Sir Robert Cecil en Gunpowder, de BBC One, ministro de Isabel I y de Jacobo I.
Entre sus otros trabajos en televisión destacan sus papeles en Dracula (2020), Game of Thrones (2014–2017), Wolf Hall (2015) y Coalition (2015), donde dio vida a Peter Mandelson. En cine ha participado en producciones como Victor Frankenstein (2015), Denial (2016), Christopher Robin (2018), La favorita (2018), The Father (2020), Operation Mincemeat (2021) y Mission: Impossible – Dead Reckoning Part One (2023).

## Biografía
Gatiss nació en Sedgefield, Inglaterra, donde se crio frente al Hospital Psiquiátrico Eduardiano donde sus padres trabajaban. Sus pasiones de infancia incluían ver Doctor Who y las películas de terror de Hammer en televisión, la lectura de Sherlock Holmes y de HG Wells, y la recolección de fósiles. Todos estos intereses han alimentado su trabajo creativo como adulto.
Asistió a la Heighington CE Primary School y a la Woodham Comprehensive School en Newton Aycliffe; en esta última, cursaba también sus estudios Paul Magrs, futuro guionista en Doctor Who.
Es abiertamente homosexual y apareció en la lista de los gais más influyentes del Reino Unido elaborada por The Independent on Sunday en 2010 y 2011. Actualmente, está casado con el actor Ian Hallard.

## Filmografía
| Año           | Título                                         | Rol                                         | Notas                                        |
| ------------- | ---------------------------------------------- | ------------------------------------------- | -------------------------------------------- |
| 1999–2000     | The League of Gentlemen                        | Varios personajes                           | Series 1 y 2 También cocreador y coguionista |
| 2001          | Spaced                                         | Agente                                      |                                              |
| 2001          | Randall & Hopkirk (Deceased)                   | Inspector Large                             |                                              |
| 2001          | Birthday Girl                                  | Porter                                      |                                              |
| 2002          | The League of Gentlemen                        | Varios personajes                           | Series 3 También cocreador y coguionista     |
| 2003          | Nighty Night                                   | Glenn Bulb                                  |                                              |
| 2003          | Bright Young Things                            | Agente estatal                              |                                              |
| 2004          | Sex Lives of the Potato Men                    | Jeremy                                      |                                              |
| 2004          | Catterick                                      | Peter                                       |                                              |
| 2004          | Agatha Christie's Marple                       | Ronald Hawes                                | Episodio: "The Murder at the Vicarage"       |
| 2005          | Match Point                                    | Jugador de ping pong                        |                                              |
| 2005          | Wallace & Gromit: The Curse of the Were-Rabbit | Miss Blight (Voz)                           |                                              |
| 2005          | The Quatermass Experiment                      | John Patterson                              |                                              |
| 2005          | Nighty Night                                   | Glenn Bulb                                  |                                              |
| 2005          | Funland                                        | Ambrose Chapfel                             |                                              |
| 2005          | The League of Gentlemen's Apocalypse           | Varios personaes Como sí mismo              |                                              |
| 2006          | Fear of Fanny                                  | Johnnie Cradock                             |                                              |
| 2006          | Starter for 10                                 | Bamber Gascoigne                            |                                              |
| 2007          | The Wind in the Willows                        | Ratty                                       |                                              |
| 2007          | Doctor Who                                     | Profesor Lazarus                            | Episodio: "El experimento Lazarus"           |
| 2007          | Jekyll                                         | Robert Louis Stevenson                      |                                              |
| 2008          | Clone                                          | Coronel Black                               |                                              |
| 2008          | Free Jimmy                                     | Jakki                                       |                                              |
| 2008          | Psychoville                                    | Jason Griffin                               |                                              |
| 2008          | Crooked House                                  | Curador                                     | También creador y escritor                   |
| 2009          | Agatha Christie's Poirot                       | Leonard Boynton                             | Episodio: "Appointment with Death"           |
| 2010          | Worried About the Boy                          | Malcolm MacLaren                            |                                              |
| 2010          | The First Men in the Moon                      | Profesor Cavor                              | También guionista                            |
| 2010          | A History of Horror                            | Como sí mismo                               | Documental También guionista                 |
| 2010–presente | Sherlock                                       | Mycroft Holmes                              | También cocreador y escritor                 |
| 2011          | Doctor Who                                     | Gantok                                      | Episodio: "La boda de River Song"            |
| 2011          | The Infinite Monkey Cage                       | Como sí mismo                               | Episodio: "The Science of Christmas"         |
| 2012          | Being Human                                    | Sr. Snow                                    |                                              |
| 2012          | Horrible Histories                             |                                             | Como parte de "The League of Gentlemen"      |
| 2014          | Game of Thrones                                | Tycho Nestoris                              |                                              |
| 2016          | Dad's Army                                     | Coronel Theakes                             |                                              |
| 2017          | Taboo                                          | príncipe regente (Jorge IV del Reino Unido) |                                              |
| 2017          | Gunpowder                                      | Sir Robert Cecil                            |                                              |
| 2020          | The Father                                     | El hombre / Billy                           |                                              |
| 2023          | Nolly                                          | Larry Grayson                               | Miniserie                                    |

### Guionista
| Producción                           | Notas | Cadena          |
| ------------------------------------ | --- | --------------- |
| P.R.O.B.E.                           | The Zero Imperative (1994) The Devil of Winterbourne (1995) Unnatural Selection (1996) Ghosts of Winterbourne (1996) (directa a video)                                                                                          | N/A             |
| Randall & Hopkirk (Deceased)         | "Two Can Play at That Game" (2001) "Painkillers" (2001) | BBC One         |
| The League of Gentlemen              | También cocreador 19 episodios (1999-2002) (con Jeremy Dyson, Steve Pemberton y Reece Shearsmith) | BBC Two         |
| The League of Gentlemen's Apocalypse | Película (2005) (con Jeremy Dyson, Steve Pemberton y Reece Shearsmith) | N/A             |
| Doctor Who                           | "Los muertos inquietos" (2005) "La caja tonta" (2006) "La victoria de los Daleks" (2010) "Terrores nocturnos" (2011) "La Guerra Fría" (2013) "El horror escarlata" (2013) "El robot de Sherwood" (2014) "Ya no dormirá" (2015)  | BBC One         |
| The Worst Journey in the World       | Película de TV (2007) | BBC Four        |
| Crooked House                        | Creador 3 episodios (2008) | BBC Four        |
| Agatha Christie's Poirot             | "Cat Among the Pigeons" (2008) "Hallowe'en Party" (2010) "The Big Four" (2013) | ITV             |
| Sherlock                             | Cocreador junto a Steven Moffat "The Great Game" (2010) "The Hounds of Baskerville" (2012) "Many Happy Returns" (2013) "The Empty Hearse" (2014) "The Sign of Three" (2014) "His Last Vow" (2014) "The Abominable Bride" (2016) | BBC One         |
| The First Men in the Moon            | Película de TV (2010) | BBC Four        |
| An Adventure in Space and Time       | Película de TV (2013) | BBC Two         |
| A Ghost Story for Christmas          | "The Tractate Middoth" (2013) | BBC Two         |
| Drácula                              | "The Rules of the Beast" (2020) "Blood Vessel" (2020) "The Dark Compass" (2020) | BBC One Netflix |

## Publicaciones

### Libros

#### Novelas de la serieDoctor Who
- Nightshade (ISBN 0-426-20376-3)
- St Anthony's Fire (ISBN 0-426-20423-9)
- The Roundheads (ISBN 0-563-40576-7)
- Last of the Gaderene (ISBN 0-563-55587-4)

#### Contribuciones en antologías deDoctor Who
- Doctor Who: The Shooting Scripts (guion "The Unquiet Dead") (ISBN 0-5634-8641-4)
- The Doctor Who Storybook 2007 (cuento "Cuckoo-Spit") (ISBN 1-84653-001-6)
- The Doctor Who Storybook 2009 (cuento "Cold") (ISBN 1-846-53067-9)
- The Doctor Who Storybook 2010 (cuento "Scared Stiff") (ISBN 1-84653-095-4)
- The Brilliant Book Of Doctor Who 2011 (corto de ficción "The Lost Diaries of Winston Spencer Churchill") (ISBN 1-8460-7991-7)
- The Brilliant Book Of Doctor Who 2012 (corto de ficción "George's Diary") (ISBN 1-8499-0230-4)

#### The League of Gentlemen
- A Local Book for Local People (ISBN 1-84115-346-X)
- The League of Gentlemen: Scripts and That (ISBN 0-563-48775-5)
- The League of Gentlemen's Book of Precious Things (ISBN 1-853-75621-0)

#### Novelas de la serieLucifer Box
- The Vesuvius Club (ISBN 0-7432-5706-5)
- The Devil in Amber (ISBN 0-7432-5709-X)
- Black Butterfly (ISBN 0-7432-57114)

#### Varios de no-ficción
- James Whale: A Biography (ISBN 0-3043-2863-5)
- They Came From Outer Space!: Alien Encounters In The Movies (con David Miller) (ISBN 978-1901018004)

#### Varios de ficción
- The King's Men (como "Christian Fall") (ISBN 0-3523-3207-7).
- The EsseX Files: To Basildon and Beyond (con Jeremy Dyson) (ISBN 1-8570-2747-7).